# Коновалівська сільська рада
Коновалівська сільська рада — колишній орган місцевого самоврядування у Машівському районі Полтавської області з центром у c. Коновалівка.

## Населені пункти
Сільраді були підпорядковані населені пункти:
- c. Коновалівка
- с. Усть-Лип'янка